# Ichneumon chermetis
Ichneumon chermetis är en stekelart som beskrevs av Franz Paula von Schrank 1802. Ichneumon chermetis ingår i släktet Ichneumon och familjen brokparasitsteklar. Inga underarter finns listade i Catalogue of Life.